# وجدان شهرخاني
وجدان علي سراج الدين شهرخاني (1 فبراير 1996، مكة) لاعبة جودو سعودية، مختصة في وزن فوق 78 كلغ. تم إدراج إسمها من قبل اللجنة الأولمبية السعودية في الوفد المشارك في أولمبياد لندن 2012، وبعد جدل حول مشاركتها بالحجاب، كانت واحدة من ضمن امرأتين تم اختيارهما لتمثيل السعودية في الألعاب الأولمبية الصيفية لعام 2012. جاء إدراج وجدان في المباريات عقب ضغط اللجنة الأولمبية الدولية على اللجنة الأولمبية السعودية لإشراك المرأة في فريقهم. وفرضت اللجنة الأولمبية السعودية قواعد خاصة تتعلق بكيفية تصرف وجدان في حين تمثيلها السعودية في دورة الألعاب الأولمبية لعام 2012. وفي وقت المنافسة، حازت فقط على حزام أزرق وذلك بعد ممارستها الجودو لمدة عامين فقط.

## المهنة
درست وجدان شهرخاني الجودو، وهي رياضة ترتبط بعائلتها، حيث كان والدها حكمًا في هذه اللعبة. وبحلول عام 2012، حازت فقط على حزام أزرق. وكانت المسابقة الأولى لها في عام 2016، وكانت مسابقة ألعاب لندن الأولمبية لعام 2012.

## الألعاب الأولمبية الصيفية لعام 2012
كانت شهرخاني واحدة من بين امرأتين من المملكة العربية السعودية تم اختيارهما للمنافسة في الألعاب الأولمبية الصيفية لعام 2012 التي تُعقد في لندن، المملكة المتحدة. نافست في لعبة الجودو بوزن فوق 78 كلغ [الإنجليزية]. أما بالنسبة للمرأة السعودية الأخرى التي تم اختيارها فقد كانت عدّاءة تابعة لجامعة ببرداين [الإنجليزية]، سارة عطار.
تم توجيه دعوة خاصة لشهرخاني للمنافسة في اللجنة الأولمبية الدولية (IOC) ، كما أنها لم تكن مؤهلة لمعايير الترتيب الدولية أو الإقليمية. تأهلت أعلى 14 امرأة بصفة تلقائية في كل فئة وزن على أساس التصفيات النهائية، في حين تأهلت 8 نسوة في كل الفئات من آسيا على أساس الترتيب الإقليمي، مع مجموعة نقاط إضافية متاحة عن طريق دعوة خاصة موجهة من اللجنة الأولمبية الدولية ورابطة اللجان الأولمبية الوطنية واتحاد الجودو الدولي. وعلى النقيض من المنافسين الأولمبيين، لم تنل وجدان أي نقطة من خلال أي منافسة وطنية ويرجع ذلك لعدم تشجيع الممكلة العربية السعودية النساء بقوة في المشاركة في المجال الرياضي، وبالتالي لا توجد مثل هذه المنافسات في المملكة. وقد حازت لاعبة جودو أخرى أحزمة سوداء في المنافسة، أما شهرخاني فلم تحصل إلا على الحزام الأزرق.
انعكست أراء معارضة داخل المملكة العربية السعودية لمفهوم تمثيل المرأة للدولة في دورة الألعاب الاولمبية. وانصاعت الحكومة السعودية في نهاية المطاف للضغط الدولي من الناشطين في مجال حقوق المرأة والرياضة لإشراك المرأة في الرياضة أو مواجهة عقوبات محتملة. صرح رئيس اللجنة الاولمبية الدولية جاك روج لكلا من قرار إدراج شهرخاني وسارة العطار بقوله «قد كانت اللجنة الاولمبية الدولية تعمل بشكل وثيق مع اللجنة العربية الأولمبية السعودية ويسعدني أن أرى حوارنا المستمر قد حان لأن يؤتي ثماره».
واختارت اللجنة الأولمبية العربية السعودية عدم تشجيع مشاركة شهرخاني. كما أنهم اشترطوا أيضًا "ارتدائها ملابس محتشمة وأن يصاحبها ولي أمرها وعدم اختلاطها بالرجال" وذلك أثناء وجودها في لندن لدورة الألعاب الاولمبية لعام 2012. بالإضافة إلى ذلك، كان على ملابسها في المنافسة أن تكون متوافقة مع تعاليم الشريعة الإسلامية. وفي 30 يوليو لعام 2012، قالت شهرخاني بأنها ستنسحب إذا لم يتم السماح لها بارتداء الحجاب أثناء المباريات. وأوضح والدها (الذي كان يتحدث بالنيابة عنها بشكل جزئي لأنها لا تعرف اللغة الإنجليزية) أنه يريد ابنته أن تشارك في المنافسة، ويريدون جعلها "تاريخ جديد للمرأة السعودية، ولكنها لن تشارك بدون ارتدائها للحجاب. وأعلنت اللجنة الأولمبية الدولية والاتحاد الدولي للجودو أنه قد تم التوصل لاتفاق بشأن الحجاب وأنه بإمكانها ارتدائه. كان تصميم الحجاب الذي تم الاتفاق عليه ضيقًا؛ غطاءً على شكل قبعة بدلا من غطاء الرأس الأكثر شيوعًا الذي يكسو منطقة ما حول الرقبة وأسفل الذقن. وعلى الرغم من ذلك، لا زال يصفها رجال الدين داخل الدولة بأنها امرأةً عاهرة.
كانت أول مباراة لوجدان في الدورة رقم 32، والتي كانت دورة التصفيات، في الثالث من شهر أغسطس، في اليوم السابع من المنافسة في دورة الألعاب الاولمبية. كانت ترتدي اللون الأبيض، وخسرت أمام البورتو ريكوانية ميليسا موخيكا [الإنجليزية] في 82 ثانية، واستمرت لفترة أطول من أقصر مباراة لفئة الوزن والتي استمرت 48 ثانية حيث هزمت اليابانية ميكا سوجيموتو [الإنجليزية] البرازيلية ماريا سولين ألثيمان [الإنجليزية]. وقام بمهة الحكم في المبارة ويليام روسكت وأصدر الحكم كلاً من يونغ تشون جون وكاثي مووت. ولم تُفرض أي عقوبات في المباراة. وعقب المباراة، صرحت وجدان للصحافة (باللغة العربية) بقولها «سعيدة لوجودي في دورة الألعاب الاولمبية، وللأسف، لم أحصل على ميدالية ولكننا في المستقبل سنتمكن من ذلك، وسأكون نجمة لمشاركة المرأة». وأضافت أيضًا، أنه كان من الصعب عليها التركيز في المنافسة بسبب عدم اعتيادها على القتال في مثل هذه البطولات الكبيرة وأيضًا بسبب الجدل القائم حول الحجاب. وعلى الرغم من ذلك، وأوضحت أنها كان يغمرها الشعور بالسعادة واعتزمت الاستمرار في ممارسة الجودو في المستقبل. ورغم عدم بث مشاركتها أثناء المباراة مباشرة على أي قناة من القنوات المحلية السعودية، إلا أنها كانت متاحة داخل الممكلة على العديد من الشبكات الفضائية تبثها من أجزاء أخرى من العالم العربي.

## وصلات خارجية
- وجدان شهرخاني على موقع JudoInside.com (الإنجليزية)
- وجدان شهرخاني على موقع أوليمبيديا (الإنجليزية)

- وجدان شهرخاني موقع أولمبياد لندن 2012.